# 克里斯提安·鲍尔

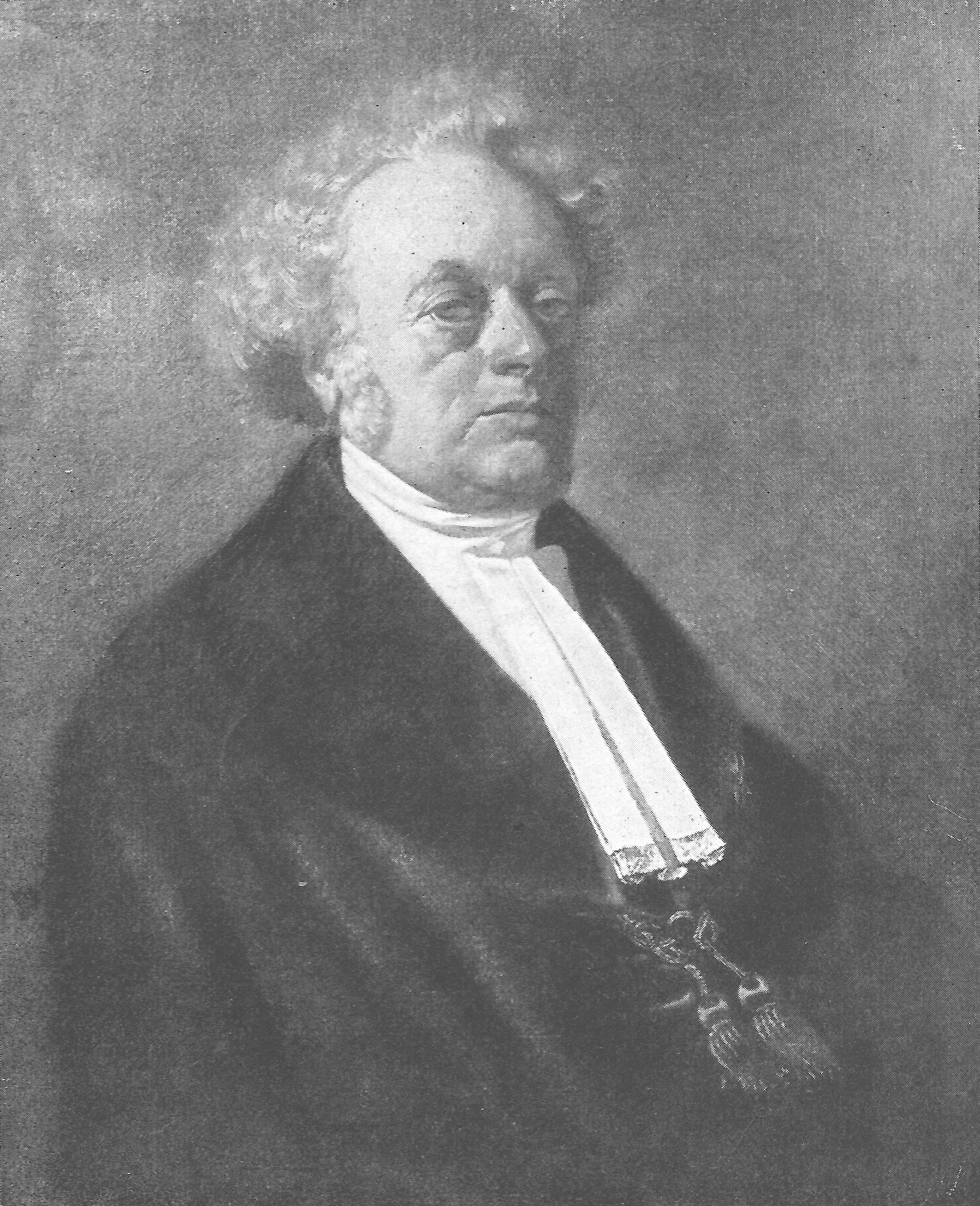

克里斯提安·鲍尔（德語： 1792年6月21日—1860年12月2日）德国新教神学家、（新）蒂宾根神学院的创始人和负责人。鲍尔认为，按照黑格尔的辩证法理论第二世纪的早期基督教是合题，其正题和反题分别是犹太基督教（彼得基督教）和外邦基督教（保罗基督教）。鲍尔的观点对圣经和相关文本的更高批评产生了深远的影响。他在19世纪最早开始质疑《新约》中保罗书信的作者，认为其中只有四篇是保罗所作。